# Кампок'яро
Кампок'яро (італ. Campochiaro) — муніципалітет в Італії, у регіоні Молізе,  провінція Кампобассо.
Кампок'яро розташований на відстані близько 180 км на схід від Рима, 18 км на південний захід від Кампобассо.
Населення — 659 осіб (2014).
Щорічний фестиваль відбувається 25 квітня. Покровитель — Святий Марко.

## Демографія
Населення за роками:

Станом на 1 січня 2023 року в муніципалітеті офіційно проживав 21 іноземець з 8 країн, серед них 11 громадян країн Євросоюзу.

## Сусідні муніципалітети
- Кастелло-дель-Матезе
- Колле-д'Анкізе
- Гуардіареджа
- П'єдімонте-Матезе
- Сан-Грегоріо-Матезе
- Сан-Поло-Матезе
- Вінк'ятуро